# Адамівське (зупинний пункт)
Ада́мівське — пасажирський зупинний пункт Криворізької дирекції Придніпровської залізниці на електрифікованій лінії Верхівцеве — Кривий Ріг-Головний між станціями Божедарівка (7 км) та Верхівцеве (13 км). Розташований між селами Теплівка та Зелена Долина Кам'янського району Дніпропетровської області.

## Історія
Зупинний пункт відкритий 1895 року.

## Пасажирське сполучення
На платформі Адамівське зупиняються приміські електропоїзди сполученням Кривий Ріг — Верхівцеве / Дніпро.